# Кринолін

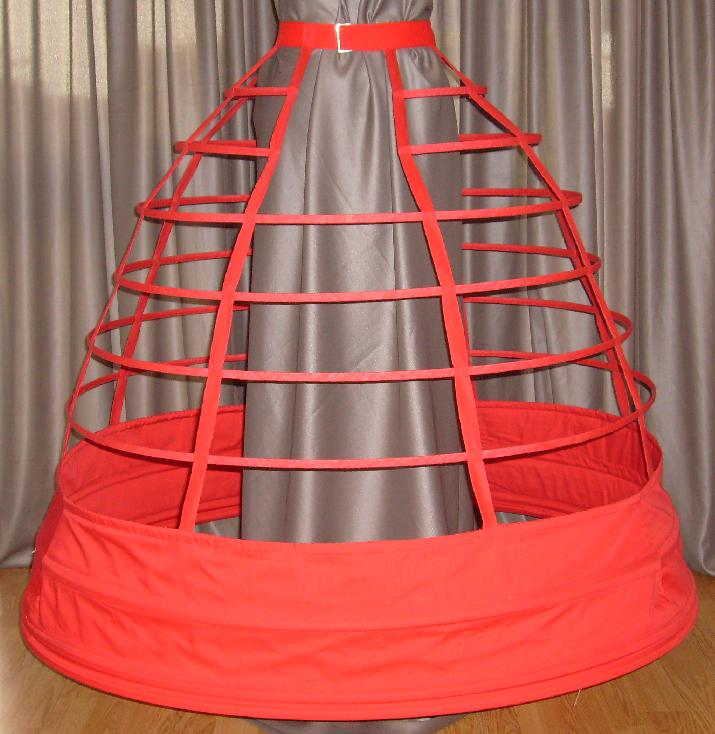
Кринолін (1858)

Кринолі́н (фр. crinoline, від лат. crinis — «волос» і linum — «полотняна тканина») — модна в другій половині 19 ст. широка нижня спідниця, яка одягалася під сукню, щоб надати їй форму дзвона. Криноліном називали також широку спідницю з цупкої тканини із вшитими у неї обручами з тонких сталевих смужок чи китового вуса.
Криноліни з'явилися у Франції у 1830-х роках у заможних верств населення і швидко поширилися країнами Західної і Східної Європи. Спочатку криноліном називали особливу цупку тканину з льону чи бавовни з додаванням кінського волосся. У 1830-х роках так стали називати жорстку нижню спідницю з цієї тканини або конструкцію з обручів на кшталт клітки, яка використовувалася для надання сукні пишності.
Вважається, що входженням у моду кринолін завдячує французькій імператриці Євгенії, дружині Наполеона III. Також існує думка, що мода на пишні сукні була наслідком зацікавлення епохою рококо, коли носили паньє.
Перший кринолін було запатентовано у США 1846 року (патент № 4,584). 1858 року було запатентовано кринолін у вигляді решітки (патент США № 20,681). Того ж року В. С. Томсон вдосконалив його і запатентував у США (US21581), Франції (FR41193) і Британії (GB1204/1859), додавши застібки і змінивши форму криноліна з конусоподібної на куполоподібну.
Якщо у 18 ст. паньє були привілеєм знатних дам, то у 19 ст. сукні на криноліні носили і дами з буржуа. Також на відміну від паньє, криноліни носили не лише на урочисті заходи, а практично постійно.
У 1860-х роках криноліни стають дуже широкими — до 1,8 м в діаметрі, у рідких випадках до 6-8 метрів, а також набувають витягнутої назад форми.
Кринолін був дуже незручним у повсякденному житті, завдяки чому став темою постійних анекдотів і карикатур того часу. Через ширину криноліна жінка не мала змоги взяти за руку дитину, пройти у двері, вийти з карети, йти поруч з кимось, сходити у туалет без сторонньої допомоги і т. д. Тому вже на початку 1870-х років кринолін вийшов з моди, поступившись турнюру. У XX ст. криноліни використовувалися лише у весільних сукнях.

Сукні на кринолінах
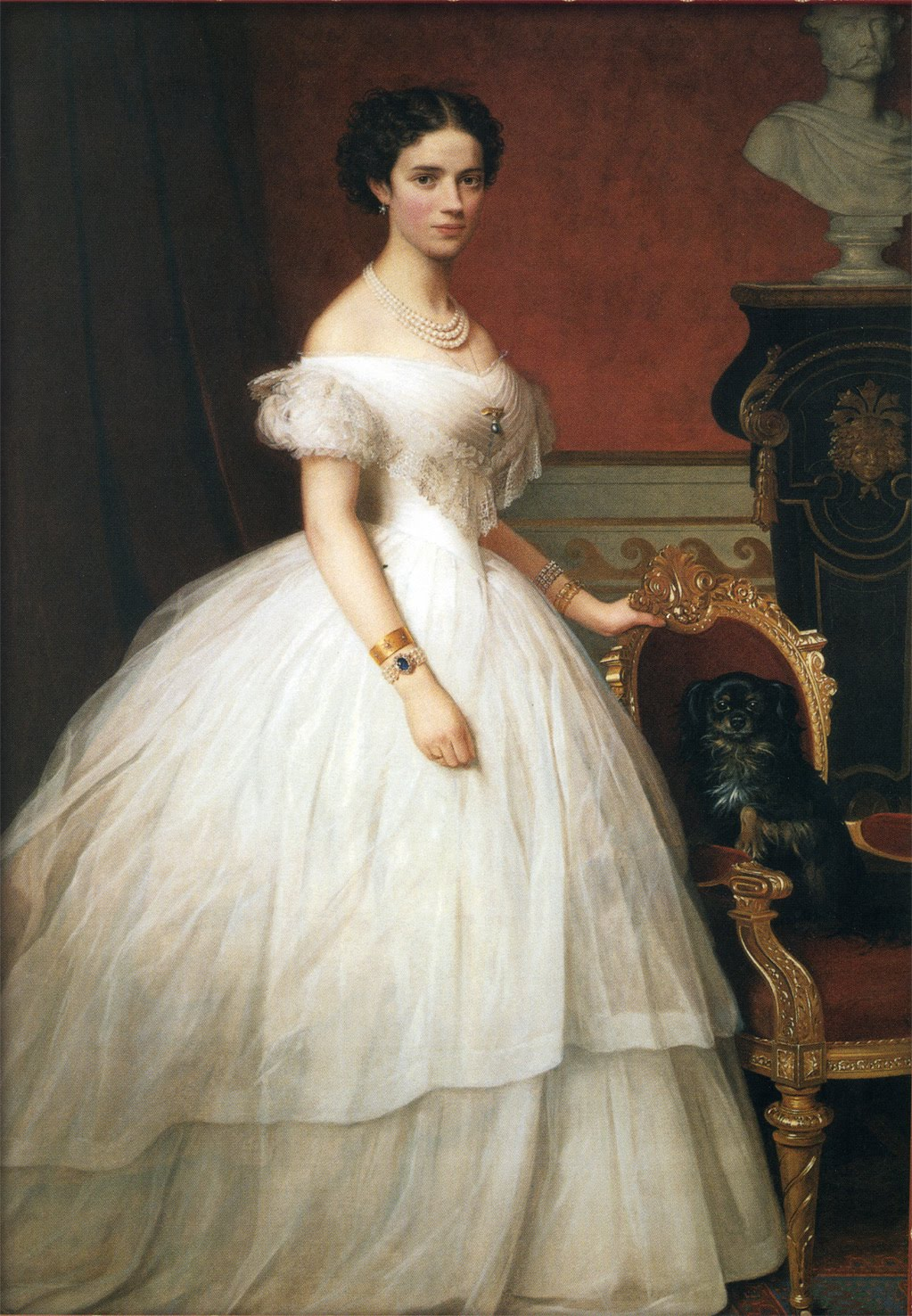
Принцеса Данії Дагмар (1860).
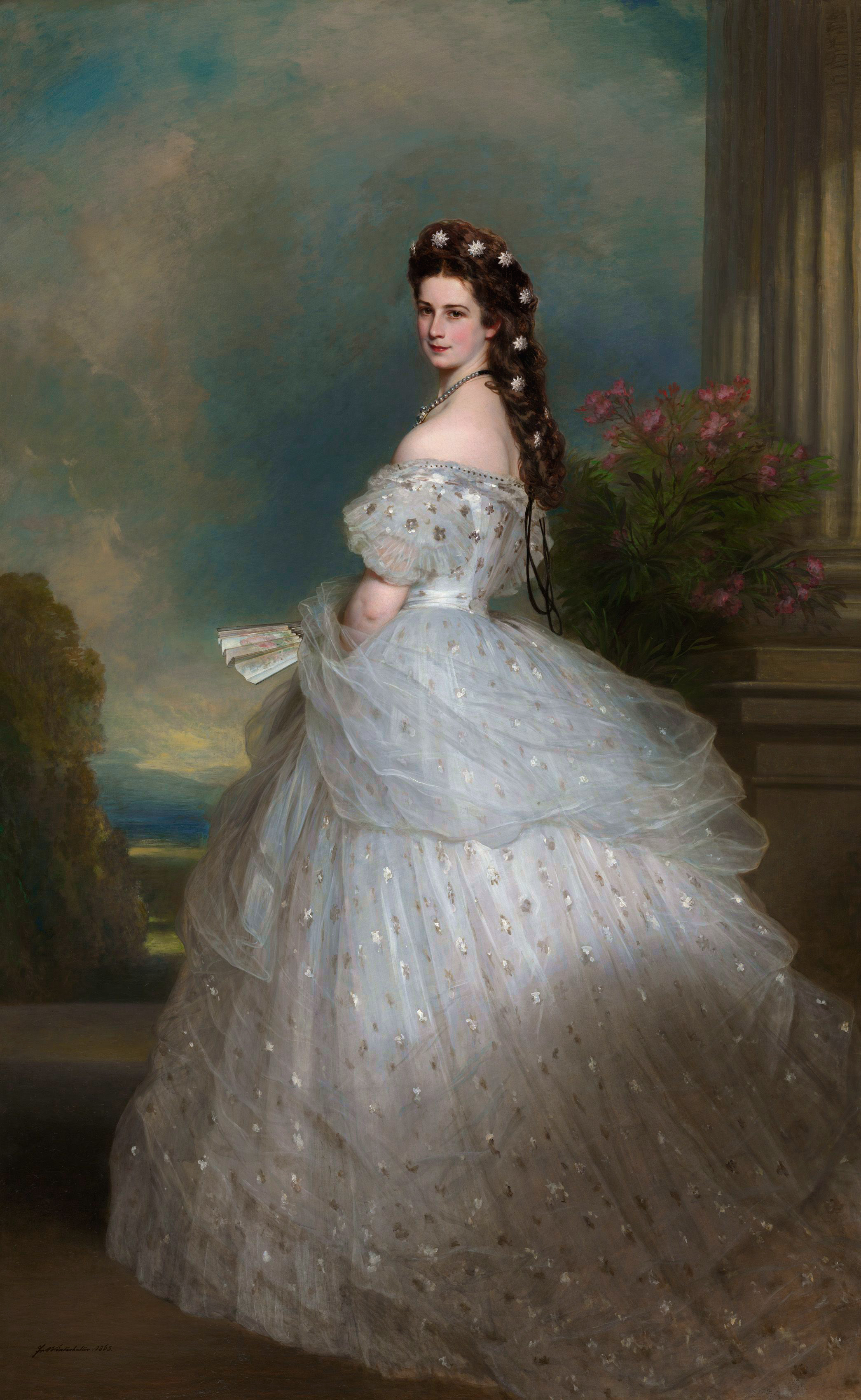
Ф. К. Вінтегальтер. Єлизавета Баварська (1865)
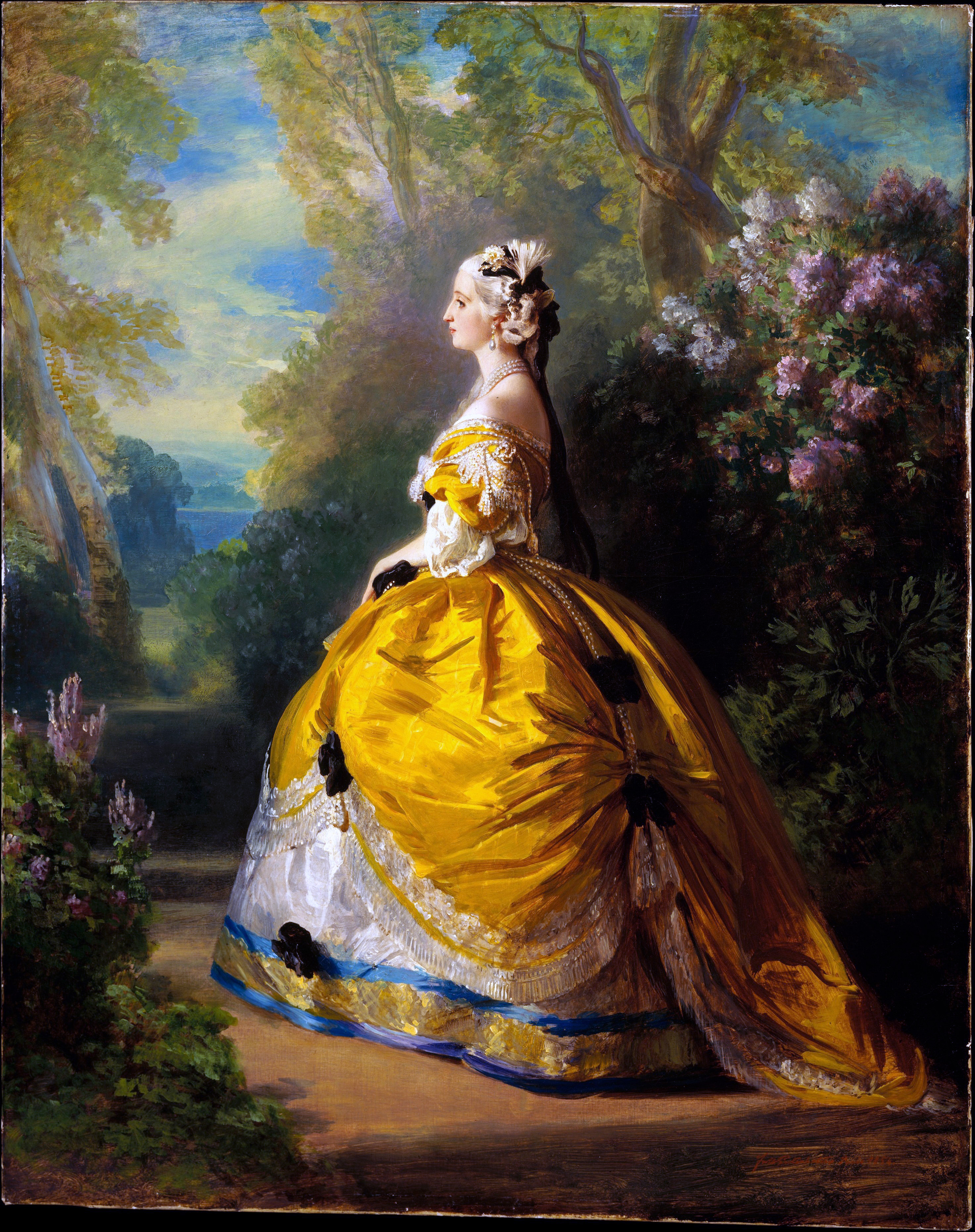
Ф. К. Вінтегальтер. Імператриця Євгенія (1854)
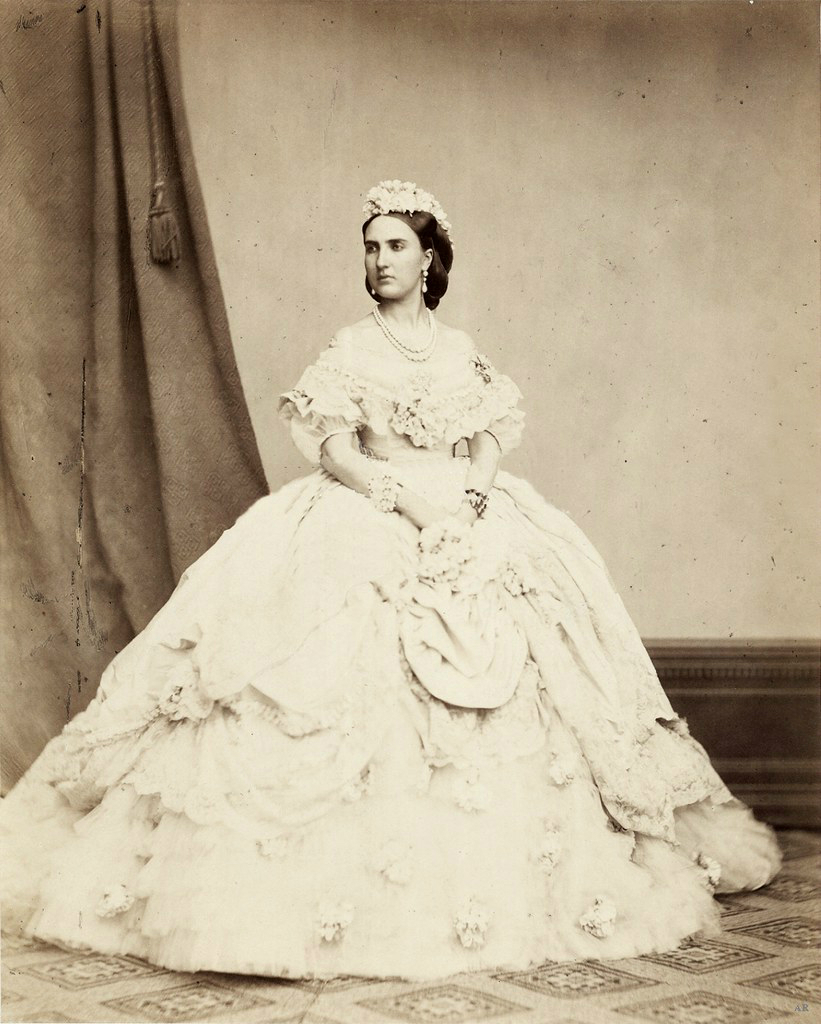
Шарлотта, імператриця Мексики (фото 1864)